# Resolució 302 del Consell de Seguretat de les Nacions Unides
La Resolució 302 del Consell de Seguretat de les Nacions Unides fou adoptada el 24 de novembre de 1971 després de reafirmar les resolucions anteriors sobre el tema, el Consell va expressar el seu reconeixement per la tasca realitzada per la Missió Especial establerta en la resolució 294. El Consell va deplorar la falta de cooperació dels portuguesos amb la Missió Especial i va demanar al seu govern a prendre mesures efectives perquè es respectés la integritat territorial del Senegal i per prevenir els actes de violència i destrucció contra el territori i la seva gent.
Més endavant el Consell va cridar Portugal a respectar el dret inalienable a la lliure determinació i la independència del poble de Guinea Bissau, va demanar al president del Consell de Seguretat i al Secretari general un informe sobre l'aplicació de la resolució i va declarar que si Portugal no havia complert amb les disposicions de la resolució, el Consell es reuniria per considerar les iniciatives i mesures que la situació requereix.
La Resolució 302 va ser aprovada per 14 vots contra cap; els Estats Units es van abstenir en la votació.